# Ундине Радзевичуйте
Ундине Радзевичуйте (на литовски: Undinė Radzevičiūtė) е литовска писателка на произведения в жанра драма, исторически роман, криминален роман и хумор.

## Биография и творчество
Ундине Радзевичуйте е родена на 16 юни 1967 г. във Вилнюс, Литва. Семейството на майка ѝ произхожда от Курландия и има балтийски немско-полско-литовски корени, докато баща ѝ има литовско-полски. Завършва история на изкуството, теория и критика във Вилнюската художествена академия.
След дипломирането си, в продължение на 10 години работи като творчески директор в международни рекламни агенции – „Saatchi & Saatchi“ (Вилнюс), „Лео Бърнет Вилнюс“ и други.
Първият ѝ роман „Strekaza“ е издаден през 2003 г. Романът ѝ е включен в списъка на най-креативните книги на годината в Литва.
Става член на Съюза на литовските писатели от 2010 г.
През 2013 г. е издаден романът ѝ „Žuvys ir drakonai“ (Риби и дракони). Историческият роман е съставен от два паралелни разказа: единият е във времето на императорски Китай и следва усилията на италианския художник Кастилионе да впечатли владетеля на Цин, а другият е три поколения жени, живеещи в Чайнатаун на Вилнюс. И двете направления развиват темата за сблъсъци между Изтока и Запада. През 2015 г. романът получава наградата за литература на Европейския съюз. Избрана е от Литовския ПЕН център като една от най-добрите книги на десетилетието и избрана от критици и читатели като една от 100-те най-добри литовски книги, издадени през последните сто години. След издаването на книгата в Германия, баварското Министерство на културата присъжда на автора специална награда – дългосрочна покана за 2018 – 2019 г. на „Internationales Künstlerhause Villa Concordia“ в Бамберг.
С романа си „180“ се насочва към криминалния роман, в който изследва темата как големите победи могат да се превърнат в окончателни поражения.
Романът ѝ „Kraujas mėlynas“ (Кърваво синьо) от 2017 г. печели наградата на Съюза на литовските писатели за 2018 г.
Ундине Радзевичуйте живее със семейството си във Вилнюс.

## Произведения

### Самостоятелни романи
- Strekaza (2003)
- Frankburgas (2010)
- Žuvys ir drakonai (2013) – награда за литература на Европейския съюз
Риби и Дракони, изд.: „Панорама“, София (2018), прев. Антония Пенчева
- 180 (2015)
- Kraujas mėlynas (2017)
- Grožio ir blogio biblioteka (2020)

### Сборници
- Baden Badeno nebus (2011)

### Разкази
- „Apversti piramidę“ в „Troleibuso istorijos“ (2014)